# Jan Beyzym
Jan Beyzym, SJ (Stari Beizymy, 15 de maio de 1850 — Fianarantsoa, 2 de outubro de 1912) foi um padre católico polonês e membro professo dos jesuítas. Ele serviu como educador em internatos jesuítas por um tempo após sua ordenação, embora mais tarde tenha deixado a Polônia para trabalhar com leprosos em Madagascar, onde permaneceu até sua morte.
A sua causa de beatificação iniciou-se em 1985 e em 1992 foi titulado Venerável, pela confirmação da sua vida de virtudes heróicas. O Papa João Paulo II o beatificou enquanto estava na Polônia em 18 de agosto de 2002.

## Biografia
Jan Beyzym nasceu em Stari Beizymy, Império Russo (atual Ucrânia) em 15 de maio de 1850 como o mais velho de cinco filhos de Jan Beyzym e Olga. Seu pai serviu como um lutador pela liberdade e em 1863 foi condenado à morte à revelia por suas atividades. Ele se mudou com sua mãe e irmãos para Kiev e estudou lá de 1864 até 1871.
Ele completou sua educação em Kiev antes de decidir seguir a vida religiosa; ele pensou em ser padre diocesano, mas seu falecido pai o levou a aprender sobre os jesuítas e seguir um caminho com eles - ele decidiu se juntar a eles após uma longa luta interna. Beyzym juntou-se aos jesuítas para o período de noviciado em 10 de dezembro de 1872 em Stara Wies e este terminou em 1874. Durante o noviciado houve uma epidemia de cólera e ele recebeu permissão de seu superior para sair às ruas para cuidar do vítimas doentes. Beyzym recebeu sua ordenação sacerdotal em 26 de julho de 1881 em Cracóvia do Bispo Albin Dunajewski.
Ele serviu como professor após sua ordenação até 1898 em internatos jesuítas em Tarnopol e Chyrów, onde ensinou as línguas francesa e russa.  Seus alunos o conheciam por seu senso de humor. Em 1898 ele deixou sua terra natal para se juntar às missões jesuítas para leprosos perto de Tananariwa em Madagascar com a permissão de seus superiores. O padre Beyzym deixou a Polônia em 17 de outubro de 1898 e chegou em 30 de dezembro seguinte à Ilha Vermelha antes de ser enviado para Ambahivoraka perto de Antananarivo. Ele desmaiou várias vezes enquanto cuidava dos leprosos devido aos cheiros horríveis. Em outubro de 1902 ele começou a ver a construção de um hospital de leprosos em Marana e foi concluído e inaugurado em 16 de agosto de 1911. Ele se tornou uma figura notável por seu ativismo e colaboração com os leprosos e tornou-se conhecido por seu intensa devoção à Eucaristia e à Mãe de Deus, sendo conhecido também como um amante de toda a natureza. 
Beyzym morreu em 2 de outubro de 1912; sua saúde havia piorado e ele sofria de arteriosclerose e feridas que o confinavam à cama. Seus restos mortais foram exumados e transferidos de volta para sua Polônia natal em 8 de dezembro de 1993 em uma igreja jesuíta.

## Beatificação

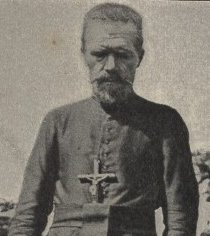
O padre polonês por volta de 1904 enquanto estava em Madagascar.

O processo de beatificação foi aberto em Cracóvia de 1984 a 1986, enquanto um segundo processo diocesano foi aberto e encerrado em Fianarantsoa em 1987; a Congregação para as Causas dos Santos posteriormente validou os processos em 27 de outubro de 1989. O início oficial do processo ocorreu em 27 de setembro de 1985, depois que o CCS emitiu o "nihil obstat" oficial da causa e a titulou como Servo de Deus. O CCS posteriormente recebeu a Positio em 1990. Os teólogos o aprovaram em 28 de abril de 1992, assim como o CCS em 3 de novembro de 1992; O Papa João Paulo II confirmou sua vida de virtude heróica e intitulou o falecido padre como Venerável em 21 de dezembro de 1992.
João Paulo II decretou que uma cura creditada ao falecido padre foi um milagre em 5 de julho de 2002 e beatificou Beyzym dois meses depois, em 18 de agosto de 2002, durante uma visita apostólica à Polônia.
O atual postulador desta causa é o padre jesuíta Anton Witwer.